# Rollins Band
Rollins Band — американський рок-гурт, створений у місті Ван-Найс. Гурт діяв з 1987 по 2003 рік, та у 2006 році. Фронтмен гурту — Генрі Роллінз (попередні гурти Генрі Роллінза — State of Alert, 1980 рік, Black Flag, з 1981 по 1986 рік). Rollins Band найбільш відомий завдяки пісням «Low Self Opinion» і «Liar», які звучали в телеефірі MTV на початку та в середині 1990-х років.
Критик Стів Г'юї описує їхню музику як «безкомпромісне, напружене, катарсичне поєднання хард-року, фанку, пост-панку та джазового експерименталізму, із сердитим вокалом Роллінза, з гострою самокритикою та звинуваченнями». У 2000 році Rollins Band увійшов до списку 100 найкращих виконавців хард-року за версією VH1, посівши 47 місце.

## Історія

### Попередники (1980—1986)

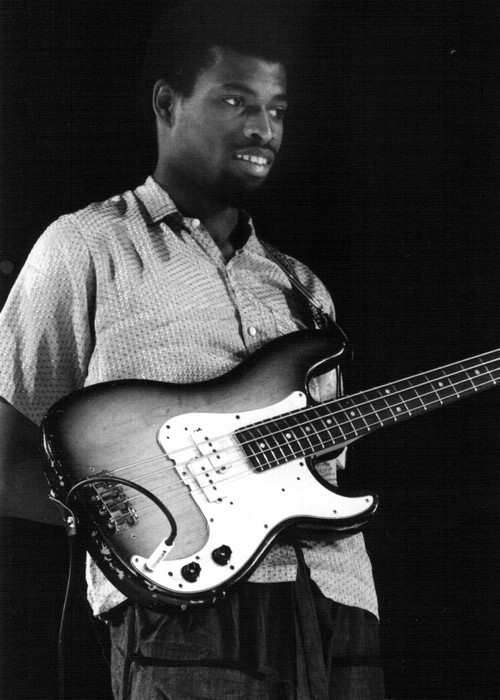
Мелвін Гіббс під час виступу в Парижі, Франція, у липні 1980 року

Засновник і фронтмен гурту Rollins Band, Генрі Роллінз, починав свою кар'єру в гуртах State of Alert та Black Flag.
З жовтня 1980 по липень 1981 Генрі Роллінз був вокалістом панк-рок гурту State of Alert з Вашингтону. З серпня 1981 по серпень 1986 Генрі Роллінз був вокалістом панк-рок гурту Black Flag з Ермоса-Біч (в окрузі Лос-Анджелес, штат Каліфорнія). Black Flag став одним із найважливіших панк-рок гуртів 1980-х років.
Генрі Роллінз згадував:
"Я не залишив Black Flag; Грег Джинн подзвонив мені і сказав, що звільняється. Це був дивний телефонний дзвінок. Коли він залишив свій гурт, я вирішив, що з цим покінчено, і того дня почав працювати над записом Hot Animal Machine."
У серпні 1986 року Генрі Роллінз вже гастролював як сольний співак.
У співпраці з гітаристом Крісом Хаскеттом (друг Роллінза з підліткових років у Вашингтоні), бас-гітаристом Берні Ванделом і барабанщиком Міком Гріном Генрі Роллінз випустив два сольних альбоми:
- Hot Animal Machine (зазначений як сольний запис Роллінза, на обкладинці містяться малюнки лідера гурту Devo, Марка Мотерсбо, англ. Mark Mothersbaugh);
- Drive by Shooting (міні-альбом із кавер-версіями та пародійними мелодіями, записаний як «Henrietta Collins and the Wifebeating Childhaters»).

Музика була схожа на Black Flag, але містила елементи фанку та хеві-метал.

### Перший період Rollins Band (1987—1994)
У 1987 році Генрі Роллінз та Кріс Хаскетт, разом з басистом Ендрю Вайсом та барабанщиком Сімом Кейном (обидва колишні учасники сайд-проекту Грега Джинна) утворили новий гурт і назвали його Rollins Band. Звукорежисер Тео Ван Рок  теж вважався учасником гурту.
Критики Айра Роббінс і Регіна Джоскоу описали цей склад гурту як «блискучий, сильний ансамбль… Генрі Роллінз не читає реп і гурт не грає панк (а скоріше джазовий, трешовий, свінговий настрій Джимі Хендрікса), але те, що вони роблять разом, є поєднанням їхніх сильних сторін: гучна гітара Кріса Хаскетта з потужною ритм секцією басиста Ендрю Вайса і барабанщика Сіма Кейна, запозичує лише кращі елементи хеві-металу, гарантуючи, що шум ніколи не стане метою».

### Другий період Rollins Band (1994—1997)
Гастрольні щоденники Роллінза цього періоду детально описують особисту та творчу напругу, яка призвела до звільнення Вайса після туру End of Silence. Видавництво Роллінза 2.13.61 опублікувало ці щоденники під назвою See A Grown Man Cry and Now Watch Him Die.
Новим басистом гурту став ветеран джазу та фанку Мелвін Гіббс. Якого дуже рекомендував гітарист гурту Living Colour, Вернон Рейд, друг Rollins Band ще з часів першого музичного фестивалю Lollapalooza. Сім Кейн і Мелвін Гіббс також грали в різних версіях гурту гітариста Марка Рібо. Гіббс взяв участь у записі альбому Марка Рібо Rootless Cosmopolitans (1990), а Сім Кейн — у записі альбому Requiem for What's His Name (1992).
Відео-кліп на сингл «Liar», з альбому Weight 1994 року, став великим хітом на MTV, у кліпі Роллінз з'являється у різних костюмах (зокрема поліцейського та черниці). У 1994 році Rollins Band виступив на Woodstock 94, а Роллінз був запрошеним ведучим кількох програм MTV, включаючи 120 Minutes.

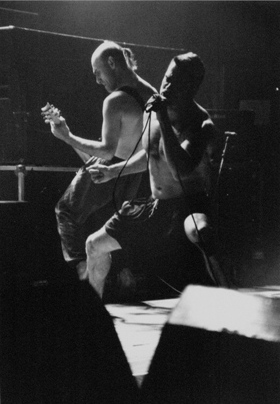
Виступ Rollins Band у 1994 році

Ця версія Rollins Band мала найвідвертіші джазові елементи в історії гурту: Гіббс розпочинав свою кар'єру з Рейдом у джаз-ф'южн гурті 1980-х років, барабанщика Рональда Шеннона Джексона, та працював із Сонні Шарроком над такими альбомами, як «Seize the Rainbow» 1987 року.
Ці джазові елементи, а також одержимість Роллінза епохою electric/fusion кінця 60-х/початку 70-х культового трубача Майлза Девіса сформували музичний стиль цього періоду гурту.
Під час запису свого альбому Weight, гурт Rollins Band паралельно брав участь у спільному проекті з free jazz саксофоністом Чарльзом Гейлом, але на прохання Гейла ці спільні записи не видавалися протягом десяти років, щоб уникнути конфлікту з контрактними зобов'язаннями Гейла. Спільні записи Rollins Band з Charles Gayle було випущені лише в 2003 році під назвою Weighting.
У 1996 році відбулася судова тяганина з колишньою студією гурту Imago Records. Роллінз заявив про «шахрайство, обман, неналежний вплив та економічний примус» з боку студії. Rollins Band підписали контракт із новою на той час великою студією DreamWorks Records, на якій у 1997 році записали альбом Come In and Burn. Альбом містив такий собі хіт, сингл «Starve», і група з'явилася на Saturday Night Live (музично-гумористична передача), щоб рекламувати альбом (сезон 22, епізод 18). Однак, альбом Come In and Burn не був таким успішним, як Weight, і після концертних турів Come In and Burn, Роллінз розпустив групу, посилаючись на творчий застій.

### Третій період Rollins Band (1999—2003)
Роллінз замінив склад гурту, замість Chris Haskett, Melvin Gibbs, Sim Cain прийшли Jim Wilson, Marcus Blake, Jason Mackenroth — учасники лос-анджелеського рок-гурту Mother Superior. Реінкарнований Rollins Band з новим складом випустив альбоми:
- Get Some Go Again (2000);
- Nice (2001).

Вони також випустили дводисковий концертний альбом
- The Only Way to Know for Sure.

Цей склад був більш простою хард-роковою групою: їхній перший альбом містив сингл «Are You Ready?» — кавер на пісню Thin Lizzy, записаний за участю гітариста гурту Thin Lizzy, Скотта Горема (англ. Scott Gorham); Роллінз часто висловлював прихильність до гурту Thin Lizzy та її засновника Філа Лайнотта. Після 2003 року гурт став неактивним, оскільки Роллінз зосередився на роботі на радіо та телебаченні, та на розмовних турах.

### Четвертий період Rollins Band (2006)
У проміжку між роботою на радіо, телебаченні, та розмовними турами (радіошоу Генрі Роллінза «Гармонія в моїй голові», кабельне/супутникове телешоу «Шоу Генрі Роллінза» та розмовні тури), Роллінз також відродив гурт Rollins Band у старому складі Chris Haskett, Melvin Gibbs, Sim Cain. У записі в блозі на henryrollins.com Роллінз зізнався: «Насправді ми вже кілька місяців репетирували час від часу, повільно збираючись… Зрештою, було реально круто повернутися в зал для репетицій з цими хлопцями після стількох років». Гурт грав на відкриті кількох концертів для хардкор-панк гурту «X» та грав у фіналі першого сезону Шоу Генрі Роллінза 12 серпня 2006 року.

### Невизначена перерва (2007–дотепер)
Роллінз сказав Алану Скаллі (англ. Alan Sculley) з The Daily Herald, що це возз'єднання з Хаскеттом, Гіббсом і Кейном не стане довгостроковим, якщо група не вирішить написати нові пісні: «Скажімо так. Я не хочу виходити і знову вражати Америку… без нового альбому або, принаймні, матеріалу для нового альбому. Інакше це втратить легітимність… Майлз Девіс (англ. Miles Davis) ніколи б цього не зробив. І я не люблю збірки найкращих хітів. Я думаю, що гурт, якщо ви вже зібрались, має рухатися вперед, витрачати час і працювати заради мистецтва. Інакше ти просто граєшся у відновлення лисих покришок… Уявіть собі дерево, на якому ростуть консервовані персики — це не те, що я хотів би робити».
Колишній учасник гурту, Джейсон Макенрот, помер 3 січня 2016 року в Неваді від раку простати.

## Музичний стиль і впливи
Музика гурту містить елементи альтернативного металу, пост-хардкору, хард-року та фанк-метал. Альбоми середини кар'єри, такі як Weight, також мали яскраво виражений вплив джазу. На початку 1990-х, в Лос-Анджелесі, Rollins Band були частиною музичної сцени альтернативного металу разом з такими гуртами, як Tool, Jane's Addiction, Rage Against the Machine і Green Jellÿ. На музику Rollins Band вплинули хеві-метал та рок-гурти 70-х, зокрема Black Sabbath, The Velvet Underground, Pink Fairies і Thin Lizzy, а також прогресивні рок і джаз-ф'южн гурти, такі як King Crimson і Mahavishnu Orchestra.
Стиль кричального вокалу Роллінза вплинув на пізніших виконавців альтернативного та ню-металу, таких як Coal Chamber, Korn, Chevelle, Godsmack і System of a Down. Пісні Rollins Band «Tearing» і «Shine» були переспівані гуртом Pearl Jam.

## Учасники гурту

### Остаточний склад
- Генрі Роллінз — фронтмен, вокал (1987—1997, 1999—2003, 2006);
- Кріс Хаскетт — гітара (1987—1997, 2006);
- Сім Кейн — ударні, перкусія (1987—1997, 2006);
- Мелвін Гіббс — бас (1993—1997, 2006).

### Колишні члени
- Ендрю Вайс — бас (1987—1992);
- Джим Вілсон — гітара, фортепіано (1999—2003);
- Маркус Блейк — бас (1999—2003);
- Джейсон Макенрот — ударні, перкусія, саксофон (1999—2003; помер у 2016);
- Тео Ван Рок — звукорежисер, продюсер (1987—1997).

## Дискографія

### Студійні альбоми
| Назва              | Подробиці                                                                  | Пікові позиції у чартах | Пікові позиції у чартах | Пікові позиції у чартах | Пікові позиції у чартах | Пікові позиції у чартах | Пікові позиції у чартах | Продажі        |
| Назва              | Подробиці                                                                  | US                      | AUS                     | GER                     | NLD                     | SWE                     | UK                      | Продажі        |
| ------------------ | -------------------------------------------------------------------------- | ----------------------- | ----------------------- | ----------------------- | ----------------------- | ----------------------- | ----------------------- | -------------- |
| Life Time          | - Рік випуску: 1987 - Лейбл: Texas Hotel - Формат: CD, CS, LP              | —                       | —                       | —                       | —                       | —                       | —                       |                |
| Hard Volume        | - Рік випуску: 1989 - Лейбл: Texas Hotel - Формат: CD, CS, LP              | —                       | —                       | —                       | —                       | —                       | —                       |                |
| The End of Silence | - Випущено: 25 лютого 1992 - Лейбл: Imago - Формат: CD, CS, 2xLP           | 160                     | 68                      | —                       | —                       | —                       | —                       | - США: 260 000 |
| Weight             | - Випущено: 12 квітня 1994 - Лейбл: Imago - Формат: CD, CS, LP             | 33                      | 10                      | 53                      | 35                      | 29                      | 22                      | - США: 423 000 |
| Come In and Burn   | - Випущено: 25 березня 1997 - Лейбл: DreamWorks - Формат: CD, CS           | 89                      | 38                      | 71                      | 76                      | 52                      | 76                      | - США: 96 000  |
| Get Some Go Again  | - Випущено: 29 лютого 2000 - Лейбл: DreamWorks - Формат: CD, CS            | 180                     | 40                      | 60                      | —                       | —                       | 112                     | - США: 48 000  |
| Nice               | - Випущено: 21 серпня 2001 - Лейбл: Sanctuary / SPV - Формат: CD, CS, 2xLP | 178                     | 64                      | 56                      | —                       | —                       | —                       |                |

### Спільні проекти та демо-версії
- A Nicer Shade of Red (2001)
- The End of Silence Demos (2002)
- Yellow Blues (2003)
- Weighting (2004)
- Come In and Burn Sessions (2004)
- Get Some Go Again Sessions (2005)

### Живі альбоми
- Live Split Album
- Do It'
- Turned On (1990)
- Electro Convulsive Therapy (1993)
- Insert Band Here: Live in Australia, 1990 (1999)
- A Clockwork Orange Stage (2001)
- The Only Way to Know for Sure: Live in Chicago (2002)

### Мініальбом
- Live in Deventer, Holland, October 1987 (1988)
- I Know You b/w Earache My Eye (1990)
- Hammer of the Rök Gödz (1992)

### Сингли
| «Tearing»                                                         | 1992 | —  | —  | —  | —  | 54 | The End of Silence |
| «Low Self Opinion»                                                | 1992 | —  | 25 | —  | —  | —  | The End of Silence |
| «Liar»                                                            | 1994 | 40 | 26 | 65 | 28 | 27 | Weight             |
| «Disconnect»                                                      | 1994 | —  | —  | —  | —  | 27 | Weight             |
| «The End of Something»                                            | 1997 | —  | —  | —  | —  | 77 | Come In and Burn   |
| «Starve»                                                          | 1997 | —  | —  | —  | —  | —  | Come In and Burn   |
| «Illumination»                                                    | 2000 | —  | —  | —  | —  | —  | Get Some Go Again  |
| «Get Some Go Again»                                               | 2000 | —  | —  | —  | —  | —  | Get Some Go Again  |
| «—» позначає сингли, які були випущені, але не потрапили в чарти. |      |    |    |    |    |    |                    |

#### Промо-сингли
- «You Didn't Need» (1992) — radio promo;
- «Fool» (1994) — 2×12" promo;
- «Your Number Is One» (2001) — radio promo.

### Альбом на підтримку West Memphis Three
- Rise Above: 24 Black Flag Songs to Benefit the West Memphis Three (2002).

### Саундтреки до фільмів
| Рік  | Пісня                   | Альбом                                       |
| ---- | ----------------------- | -------------------------------------------- |
| 1994 | «Ghost Rider»           | The Crow: Original Motion Picture Soundtrack |
| 1995 | «Four Sticks»           | Encomium: A Tribute to Led Zeppelin          |
| 1995 | «Fall Guy»              | Demon Knight (soundtrack)                    |
| 1995 | «I See Through»         | Johnny Mnemonic (soundtrack)                 |
| 2001 | «What's the Matter Man» | Tony Hawk's Pro Skater 3 (soundtrack)        |